# Красавинский мост
Краса́винский мост — автомобильно-пешеходный мост через реку Кама в Перми. Открыт для движения 21 октября 2005 года. Это самый большой мост в Пермском крае. Его открытие позволило транзитному транспорту объезжать город по западной окраине.
Строительство моста проводилось Мостоотрядом № 123 по заказу администрации Пермской области. В 2005 году была закончена 1-я очередь моста (три полосы движения). Длина моста составила 1736,95 метров. Схема моста: 9×33+96,5+126×3+147+126×2538
535369+96,5+14×33.
Габарит: 2+15+1,5. Строительство 2-й очереди завершено 26 сентября 2008 года.
Название моста происходит от близлежащего болота Краса́ва, расположенного на левом берегу Камы. Оно было выбрано комиссией 27 сентября 2005 года из трёх вариантов названий — финалистов конкурса, среди которых были также «Заостровский» и «Закамский». В период строительства в рабочей документации использовалось название «Мост в Заостровке».

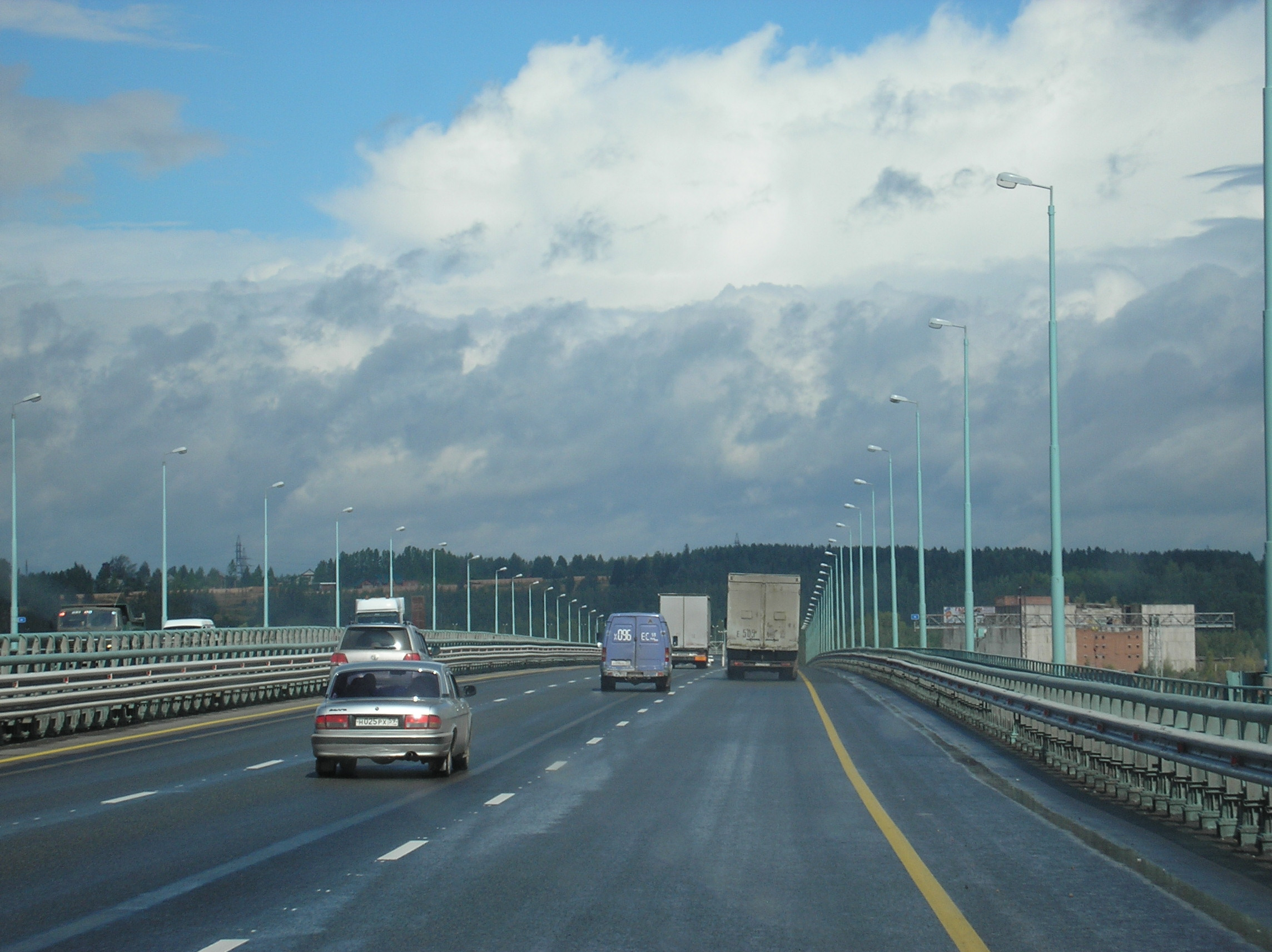
Проезжая часть
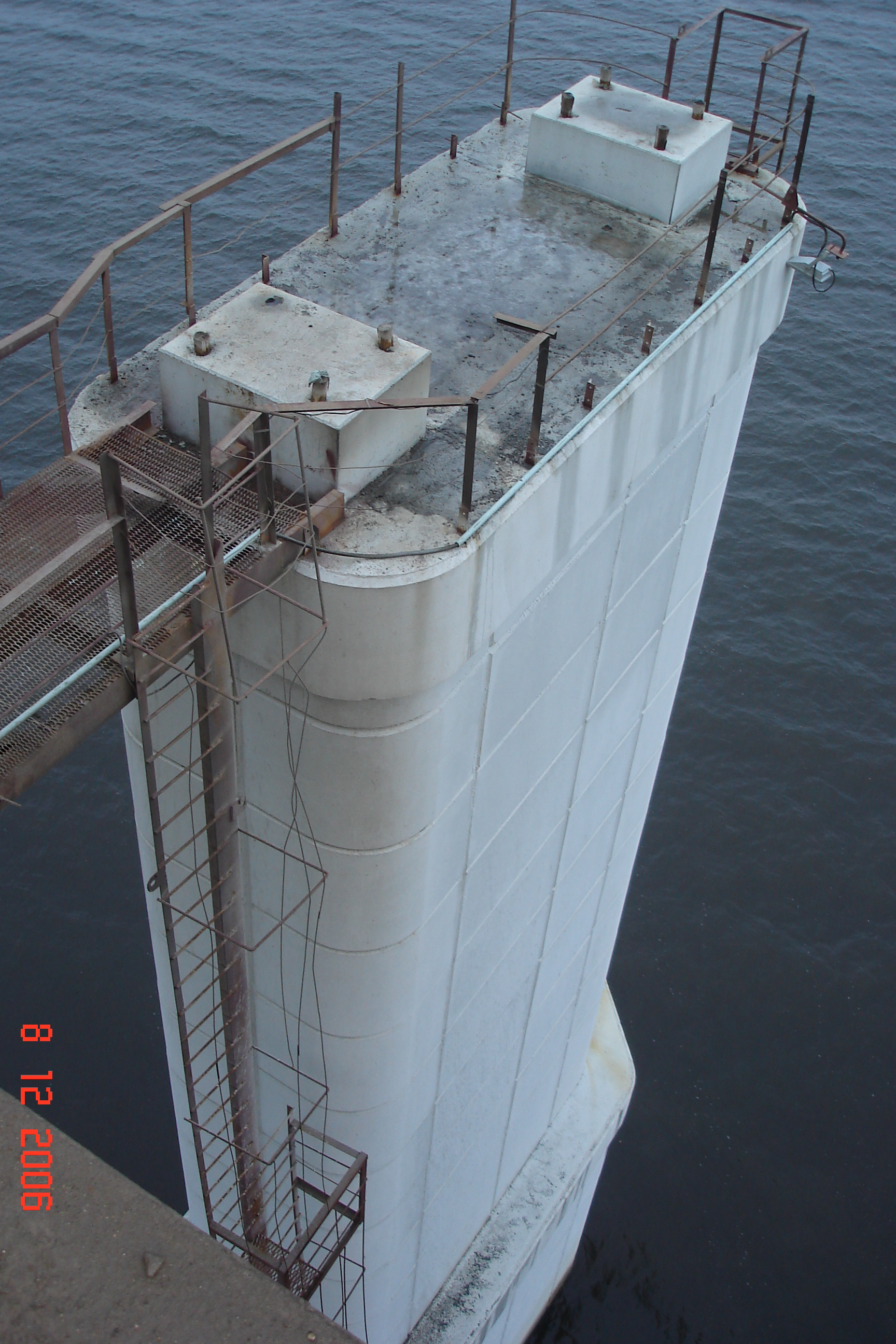
Опора во время строительства
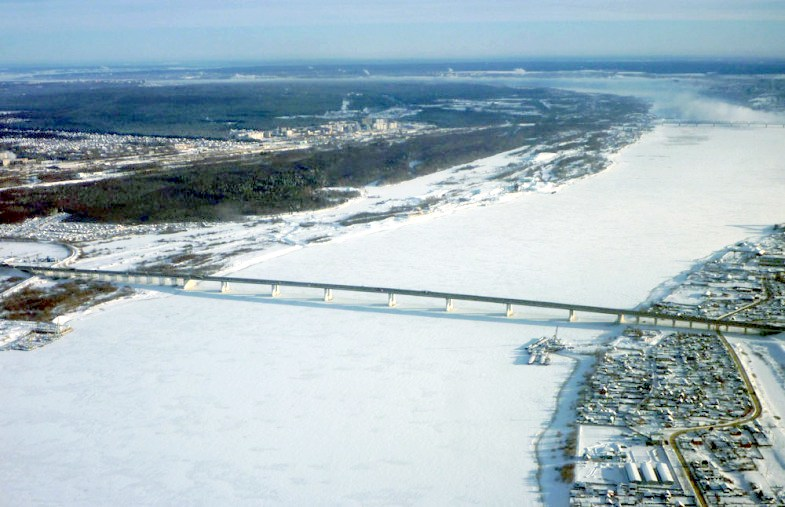
Вид с высоты
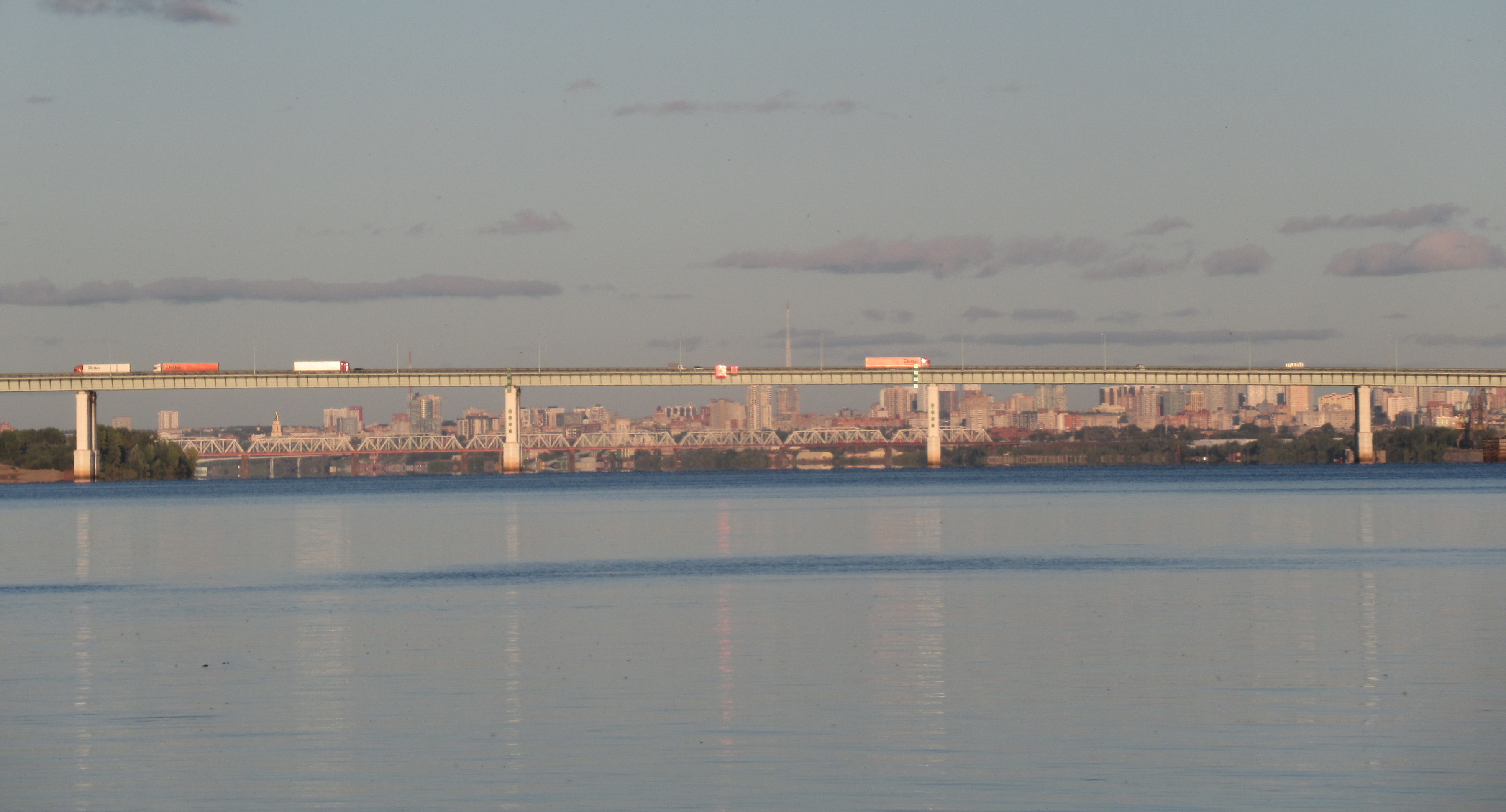
Вид с Камы
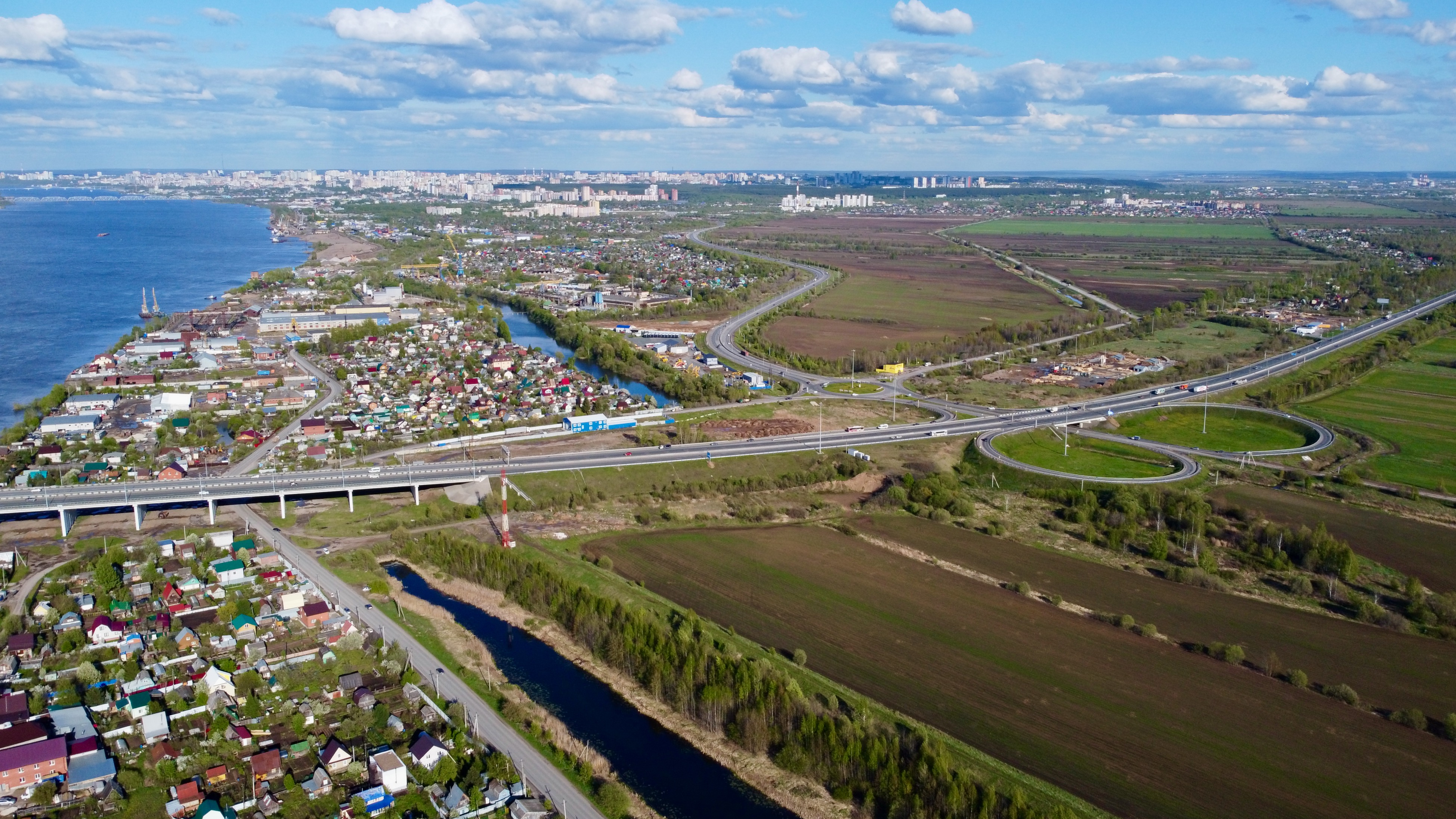
Трасса Р-242 к югу от моста